# The Game Tour
A The Game  Tour a Queen együttes 1980. július 30-ától 1981. február 18-áig tartó turnéja, amely a The Game albumot népszerűsítette. A koncertek nagy része az Amerikai Egyesült Államokban és Európában volt, de eljutottak Kanadába és Japánba is.

## Szakaszok

### Észak-Amerika (1980. június–szeptember)
A legutóbbi három album turnéjához hasonlóan a világkörüli The Game Tour is Észak-Amerikában kezdődött, ám ezúttal kivételesen nem télen, hanem a nyári szezonban töltött három hónapot az USA-ban koncertezéssel a Queen. A turné 1980. június 30-án, a The Game című új album megjelenésének napján indult a kanadai Vancouverben. Összesen 46 koncertet játszottak Amerikában, további két kanadai dátum kivételével mind az Egyesült Államokban. A turné elején a The Blasters nevű amerikai rock and roll együttes volt az előzenekar, majd augusztus elejétől a Dakota nevű AOR-zenekar kísérte őket. A Queen amerikai koncerthangmérnöke, Mike Stahl által beajánlott Dakotát eredetileg csak egy hétre szerződtették, de jó teljesítményüknek köszönhetően a következő két hónapban is, az amerikai turné végéig ők melegítették be a közönséget a Queen számára.
A kislemezen május végén megjelent Play the Game című dal videóklipje után ezeken a koncerteken láthatta először a közönség Freddie Mercury megváltozott külsejét. Az akkori meleg divat hatására markáns bajuszt növesztett és rövidre vágott hajú énekest az egész turné során több helyszínen is fújolás fogadta a közönség soraiból, és egyesek borotvát, illetve Mercury régi imázsához tartozó fekete körömlakkot dobáltak a színpadra nemtetszésük jeleként. Már a Jazz album turnéján is a melegbárokban divatos fekete latexruhákban állt színpadra az énekes, aki ezúttal piros bőrnadrágban, hozzá kék térdvédőkkel, meztelen felsőtestén fekete latex dzsekiben, nyakában piros bőrnyakkendővel lépett fel estéről estére.
A turné során a The Game album listavezető lett az USA-ban, elsőként a Queen-albumok közül. A nagylemezről a kislemezen már megjelent számok mellett (Crazy Little Thing Called Love, Save Me, Play the Game) a Dragon Attack, az Another One Bites the Dust került be a műsorba, illetve időnként a Need Your Loving Tonight és a Rock It (Prime Jive) dalokat is előadták. A koncerteket legtöbbször a korábban a ráadásban szereplő Elvis Presley-számmal, a Jailhouse Rock-kal kezdték, és csak ezután következett a We Will Rock You gyors változata. Az előző évekhez képest ritkábban játszották a You’re My Best Friend és a Somebody to Love dalokat, a ’39 pedig teljesen eltűnt a programból.
A júliusi Los Angeles-i koncertek során Inglewoodban a zenekar találkozott Michael Jacksonnal, aki javasolta, hogy a lüktető, funkos Another One Bites the Dust-ot adják ki kislemezen. A Queen megfogadta a tanácsot és a dal óriási siker lett Amerikában, ahol több mint kétmillió példányban fogyott el és listavezető lett. Az észak-amerikai turnét négy telt házas koncerttel zárták New Yorkban a Madison Square Gardenben szeptember végén.
| Dátum                | Város         | Ország           | Helyszín                    |
| -------------------- | ------------- | ---------------- | --------------------------- |
| 1980. június 30.     | Vancouver     | Kanada           | PNE Coliseum                |
| 1980. július 1.      | Seattle       | Egyesült Államok | Coliseum                    |
| 1980. július 2.      | Portland      | Egyesült Államok | Portland Coliseum           |
| 1980. július 5.      | San Diego     | Egyesült Államok | Sports Arena                |
| 1980. július 6.      | Phoenix       | Egyesült Államok | Compton Terrace             |
| 1980. július 8.      | Inglewood     | Egyesült Államok | Los Angeles Forum           |
| 1980. július 9.      | Inglewood     | Egyesült Államok | Los Angeles Forum           |
| 1980. július 11.     | Inglewood     | Egyesült Államok | Los Angeles Forum           |
| 1980. július 12.     | Inglewood     | Egyesült Államok | Los Angeles Forum           |
| 1980. július 13.     | Oakland       | Egyesült Államok | Oakland Coliseum            |
| 1980. július 14.     | Oakland       | Egyesült Államok | Oakland Coliseum            |
| 1980. augusztus 6.   | Baton Rouge   | Egyesült Államok | Riverside Centroplex        |
| 1980. augusztus 8.   | Oklahoma City | Egyesült Államok | Myriad                      |
| 1980. augusztus 9.   | Dallas        | Egyesült Államok | Reunion Arena               |
| 1980. augusztus 10.  | Houston       | Egyesült Államok | Houston Summit              |
| 1980. augusztus 12.  | Atlanta       | Egyesült Államok | Omni Coliseum               |
| 1980. augusztus 13.  | Charlotte     | Egyesült Államok | Independence Arena          |
| 1980. augusztus 14.  | Greensboro    | Egyesült Államok | Greensboro Coliseum         |
| 1980. augusztus 16.  | Charleston    | Egyesült Államok | Charleston Civic Center     |
| 1980. augusztus 17.  | Cincinnati    | Egyesült Államok | Riverfront Coliseum         |
| 1980. augusztus 20.  | Hartford      | Egyesült Államok | Hartford Civic Center       |
| 1980. augusztus 22.  | Philadelphia  | Egyesült Államok | Wachovia Spectrum           |
| 1980. augusztus 23.  | Baltimore     | Egyesült Államok | Baltimore Civic Center      |
| 1980. augusztus 24.  | Pittsburgh    | Egyesült Államok | Pittsburgh Civic Center     |
| 1980. augusztus 26.  | Providence    | Egyesült Államok | Providence Civic Center     |
| 1980. augusztus 27.  | Portland      | Egyesült Államok | Portland Spectrum           |
| 1980. augusztus 29.  | Montréal      | Kanada           | Montréal Forum              |
| 1980. augusztus 30.  | Toronto       | Kanada           | CNE                         |
| 1980. augusztus 31.  | Rochester     | Egyesült Államok | Rochester Convention Center |
| 1980. szeptember 10. | Milwaukee     | Egyesült Államok | Mecca                       |
| 1980. szeptember 11. | Indianapolis  | Egyesült Államok | Market Square Arena         |
| 1980. szeptember 12. | Kansas City   | Egyesült Államok | Kemper Arena                |
| 1980. szeptember 13. | Omaha         | Egyesült Államok | Omaha Civic Center          |
| 1980. szeptember 14. | Saint Paul    | Egyesült Államok | St. Paul Civic Center       |
| 1980. szeptember 16. | Ames          | Egyesült Államok | Hilton Coliseum             |
| 1980. szeptember 17. | St. Louis     | Egyesült Államok | Checkerdome                 |
| 1980. szeptember 19. | Rosemont      | Egyesült Államok | Allstate Arena              |
| 1980. szeptember 20. | Detroit       | Egyesült Államok | Joe Louis Arena             |
| 1980. szeptember 21. | Richfield     | Egyesült Államok | Richfield Coliseum          |
| 1980. szeptember 23. | Glens Falls   | Egyesült Államok | Glens Falls Civic Center    |
| 1980. szeptember 24. | Syracuse      | Egyesült Államok | War Memorial Auditorium     |
| 1980. szeptember 26. | Boston        | Egyesült Államok | Boston Garden               |
| 1980. szeptember 27. | New York City | Egyesült Államok | Madison Square Garden       |
| 1980. szeptember 28. | New York City | Egyesült Államok | Madison Square Garden       |
| 1980. szeptember 29. | New York City | Egyesült Államok | Madison Square Garden       |
| 1980. szeptember 30. | New York City | Egyesült Államok | Madison Square Garden       |

### Európa (1980. november–december)
Londonba hazatérve befejezték a Flash Gordon filmzenét, majd november utolsó hetében újabb turnéra indultak. Az előzenekar ezúttal a Straight Eight nevű brit AOR zenekar volt. A három hétig tartó európai szakasz során 17 koncertet adtak, aminek nagy része Németországban és Angliában zajlott. A birminghami vadonatúj Exhibition Centert például épp a Queen két telt házas koncertjével nyitották meg. Még a turné előtt megjelent a film főcímdala (Flash’s Theme) kislemezen, az album pedig december 8-án. Az európai koncertekre a műsor kibővült a filmzenealbum legjobb dalainak egyvelegével, amelynek előadásához a Queen történetében először szintetizátort használtak koncerten. Londonban december 9-én, az előző napon meggyilkolt John Lennon emlékére előadták az Imagine-t. A 10-12 ezer férőhelyes sportcsarnokokat Európa-szerte megtöltő turné december 18-án Münchenben, az Olympiahalle-ban zárult.
| Dátum              | Város      | Ország             | Helyszín                   |
| ------------------ | ---------- | ------------------ | -------------------------- |
| 1980. november 23. | Zürich     | Svájc              | Hallenstadion              |
| 1980. november 25. | Párizs     | Franciaország      | Le Bourget La Rotonde      |
| 1980. november 26. | Köln       | Németország        | Sporthalle                 |
| 1980. november 27. | Leiden     | Hollandia          | Groenoordhallen            |
| 1980. november 29. | Essen      | Németország        | Grugahalle                 |
| 1980. november 30. | Berlin     | Németország        | Deutschlandhalle           |
| 1980. december 1.  | Bréma      | Németország        | Stadthalle                 |
| 1980. december 5.  | Birmingham | Egyesült Királyság | National Exhibition Centre |
| 1980. december 6.  | Birmingham | Egyesült Királyság | National Exhibition Centre |
| 1980. december 8.  | London     | Egyesült Királyság | Wembley Arena              |
| 1980. december 9.  | London     | Egyesült Királyság | Wembley Arena              |
| 1980. december 10. | London     | Egyesült Királyság | Wembley Arena              |
| 1980. december 12. | Brüsszel   | Belgium            | Forest National            |
| 1980. december 13. | Brüsszel   | Belgium            | Forest National            |
| 1980. december 14. | Frankfurt  | Németország        | Festhalle                  |
| 1980. december 16. | Strasbourg | Franciaország      | Hall Rh                    |
| 1980. december 18. | München    | Németország        | Olympiahalle               |

### Japán (1981. február)
Többhetes feltöltődés után 1981 februárjában Japánban folytatódott a The Game Tour. Mindössze öt koncertet adtak és csak Tokióban léptek fel a Budokanban. Így is 80.000 ember nézte meg őket élőben. Ahogy február 18-án az utolsó előadás is lezajlott Japánban, az együttes Dél-Amerika felé vette az irányt, hogy tíz nappal később karrierjük során először játszanak Argentínában majd Brazíliában a South America Bites the Dust elnevezésű turné keretében, ősszel pedig Venezuelában és Mexikóban a Gluttons for Punishment turné során.
| Dátum             | Város | Ország | Helyszín       |
| ----------------- | ----- | ------ | -------------- |
| 1981. február 12. | Tokió | Japán  | Nippon Budókan |
| 1981. február 13. | Tokió | Japán  | Nippon Budókan |
| 1981. február 16. | Tokió | Japán  | Nippon Budókan |
| 1981. február 17. | Tokió | Japán  | Nippon Budókan |
| 1981. február 18. | Tokió | Japán  | Nippon Budókan |

## Közreműködők
- Freddie Mercury – ének, zongora, csörgődob, ritmusgitár, szintetizátor
- Brian May – elektromos gitár, háttérvokál, bendzsó, akusztikus gitár, szintetizátor
- John Deacon – basszusgitár
- Roger Taylor – dobok, háttérvokál

## Dalok listája
Jellemző műsor
1. Intro
2. Jailhouse Rock
3. We Will Rock You (gyors változat)
4. Let Me Entertain You
5. Play the Game
6. Medley:
  1. Mustapha
  2. Death on Two Legs
  3. Killer Queen
  4. I’m in Love with My Car
7. Get Down, Make Love
8. Save Me
9. Now I’m Here
10. Dragon Attack
11. Now I'm Here (reprise)
12. Fat Bottomed Girls
13. Love of My Life
14. Keep Yourself Alive
15. Instrumental Inferno
16. Flash medley: (kivéve Észak-Amerikában)
  1. Vultan's Theme (csak Japánban)
  2. Battle Theme
  3. Flash’s Theme
  4. The Hero
17. Brighton Rock (reprise) (kivéve Japánban)
18. Crazy Little Thing Called Love
19. Bohemian Rhapsody
20. Tie Your Mother Down
21. Another One Bites the Dust
22. Sheer Heart Attack
23. We Will Rock You
24. We Are the Champions
25. God Save the Queen

Ritkán előadott dalok
- You’re My Best Friend
- Somebody to Love
- ’39 (részlet)
- Need Your Loving Tonight
- Rock It (Prime Jive) (a Fat Bottomed Girls helyett)
- Imagine (John Lennon tiszteletére)
- Teo Torriatte (Let Us Cling Together) (Japánban, az utolsó koncerten)
- The Millionaire Waltz (intro) (Japánban, az utolsó koncerten)